# Ráckeve
Ráckeve est une petite ville de Hongrie de 8 500 habitants située à 40 km au sud de la capitale Budapest, dans l’île de Csepel entourée par deux bras du Danube. Au XVe siècle de nombreux serbes fuyant l’invasion ottomane s’installèrent et nommèrent le lieu Srpski Kovin (« Kovin serbe »), d'où le nom hongrois Ráckeve (rác « rascien » = serbe). Ils y construisirent une église orthodoxe.
Dans le centre de Ráckeve se trouve le château de Savoie, construit en 1701-02, en style baroque pour le Prince Eugène de Savoie.

## Géographie

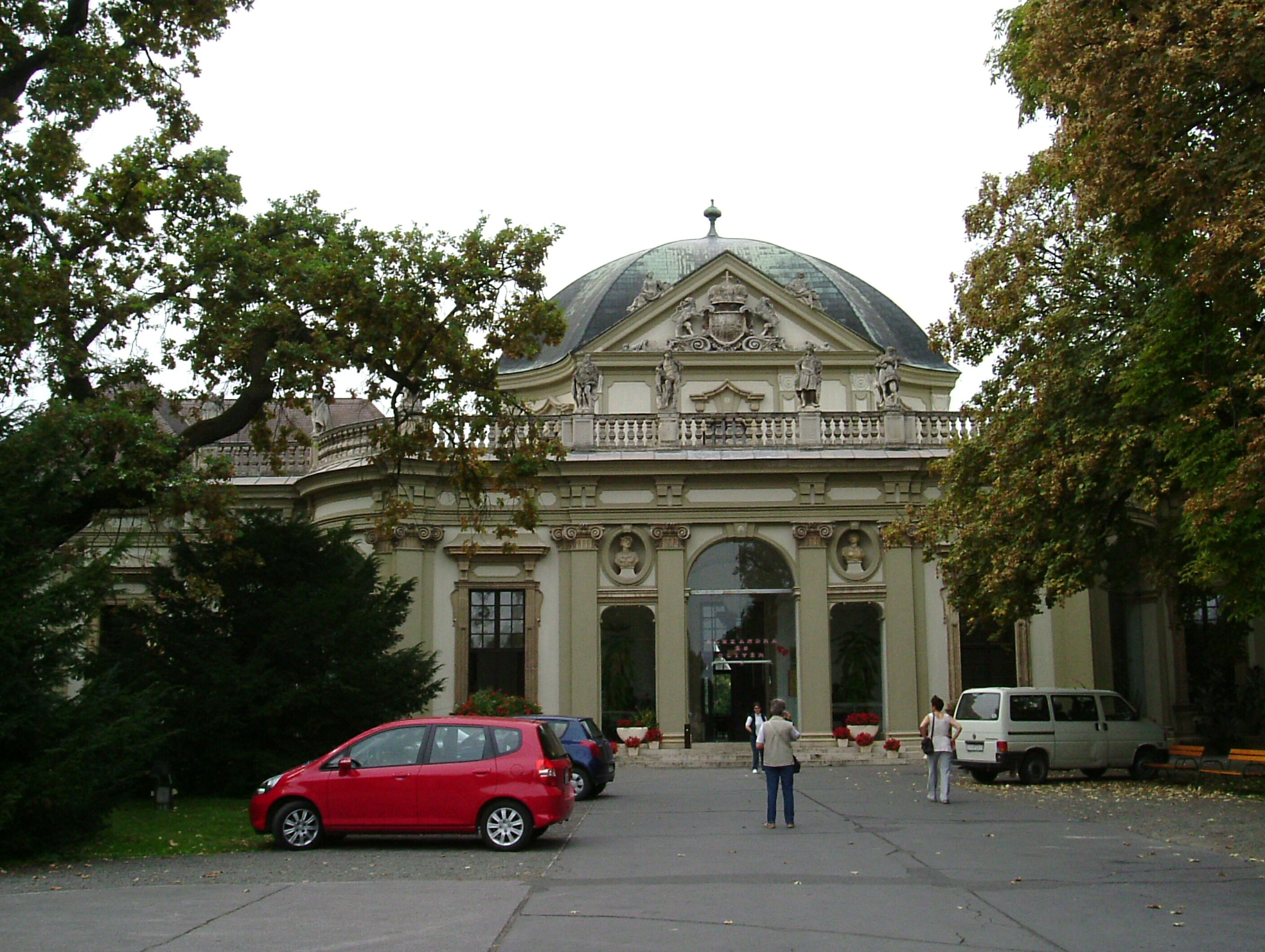
Le château de Savoie (construit par Eugène de Savoie, début XVIIIe siècle)

## Histoire
C'est dans cette ville qu'est né un grand général serbe, Jovan Monasterlija.[réf. souhaitée]

## Jumelage
- Calden (Allemagne) depuis le 22 mai 1992[1]